# Juba Oukaci
Juba Oukaci (en tifinagh :  ⵊⵓⴱⴰ ⵓⴽⴰⵙⵙⵉ, en arabe : يوبا أوقاسي), né le 8 juillet 1996, à Azazga dans la wilaya de Tizi Ouzou, est un footballeur algérien évoluant au poste de milieu central.

## Carrière

### Avec la JS Kabylie (2014-2023)

#### Jeune talent de la JS Kabylie
L'enfant de Freha en Kabylie Juba Oukaci rejoint très tôt le club de la JS Kabylie où il joue dans toutes les catégories de jeunes. Il est sélectionné dans l'équipe qui représente l'Algérie en Danone Nations Cup, un tournoi international disputé à Paris en France par des enfants de moins de 12 ans. Il est remarqué lors de cette compétition où la sélection algérienne termine à la septième place,.

#### Promotion en équipe première de la JS Kabylie en 2014-2015
Après trois saisons promu en équipe sénior, il obtient sa première apparition en championnat avec l'équipe première le 25 mars 2017 lors de la 16e journée où la JS Kabylie, dirigée par un duo d'entraîneur composé de Mourad Rahmouni et Fawzi Moussouni, il affronte le MC Alger au stade du 5-Juillet. Il rentre en jeu à la 90e minute, le match se termine sur un score de 1-1. Il est titularisé lors des deux derniers matchs du championnat, face à l'USM Bel Abbès (victoire de 1-0) au stade du 1er-Novembre de Tizi Ouzou, et face au CR Belouizdad (score de 1-1) au stade du 20-Août, la JS Kabylie termine le championnat à la 12e place. Avec ces performances, Oukaci est considéré comme étant l'avenir du club.

#### Premier contrat professionnel signé à la fin de la saison 2016-2017
Après sa bonne fin de saison précédente, il est contacté lors du mercato estival par plusieurs clubs algériens, mais il signe finalement un premier contrat professionnel de cinq saisons en faveur de son club formateur en juin 2017,. Au début de la saison 2017-2018, le duo d'entraîneurs Mourad Rahmouni et Fawzi Moussouni utilisent Oukaci en tant que titulaire indiscutable sur le flanc gauche d'un trio d'attaque également composé de Mehdi Benaldjia, sur l'aile droite, et Adil Djabout, en pointe. Il inscrit son premier but lors de la deuxième journée face à l'USM Blida, match disputé à l'extérieur et remporté 2-3 par la JSK. 
Après le changement de staff technique et l'arrivée du Français Jean-Yves Chay lors de la septième journée en octobre 2017, il se voit préférer au Camerounais Steve Ekedi (recruté en début de saison, en provenance du club de deuxième division portugaise Desportivo Aves. Il est toutefois toujours le premier joueur à entrer en jeu. Le départ de Jean-Yves Chay et l'arrivée d'un nouvel entraîneur, Azzedine Aït Djoudi, qui déplace Mehdi Benaldjia sur le côté gauche de l'attaque, ne change pas son statut de joker. C'est l'arrivée de Noureddine Saâdi à la tête du staff technique de la JSK en janvier 2017, qui permet à Oukaci de retrouver une place de titulaire lors du match face au DRB Tadjenanet lors de la 20e journée. Un nouveau changement d'entraîneur, Youcef Bouzidi à la place de Saâdi, contraint Oukaci à occuper de nouveau un rôle de joker. Mais il termine la saison en tant que titulaire lors du dernier match à l'extérieur, face au MC Oran, où il offre une passe décisive à son coéquipier Ahmed Mesbahi, la JSK s'inclinant 2-1. 
Lors de cette saison, il cumule un total de 19 matchs dont 10 fois en tant que titulaire ; au cours de ces matchs, il inscrit un but et délivre une passe décisive.

#### Le premier choix du flanc gauche avec Franck Dumas en 2018-2019
Lors de la saison 2018-2019, le français Franck Dumas prend en charge la direction technique de la JS Kabylie. Il instaure une philosophie basée sur la compétitivité, la rigueur et le travail moral,,,. Il construit son équipe autour du potentiel des jeunes joueurs de l'équipe à l’instar de Taher Benkhelifa, Lyes Benyoucef, Tizi Bouali et Oukaci (la moyenne d'âge de l'équipe ne dépasse pas les 23 ans). Ce dernier devient titulaire à part entière. Au 1er novembre 2018, il est présent dans la totalité des matchs du championnat (11 apparitions dont 9 titularisations sur les 11 matchs de son club). 

#### Prolongation de contrat avec la JS Kabylie
En fin de contrat, à la fin de la saison 2021-2022, il prolonge son contrat, pour deux saisons supplémentaires, avec la JS Kabylie, jusqu'à la fin de la saison 2023-2024.

#### La fin d'une aventure avec la JS Kabylie
Après neuf saisons passées, avec son club formateur de la JSK, il résilie son contrat, à l'amiable, en juillet 2023.

## Palmarès

### En club
| JS Kabylie (1) |
| --- |
| - Ligue 1 : - Vice-champion : 2019 et 2022 - Coupe d'Algérie : - Finaliste : 2018 - Coupe de la Ligue (1) : - Vainqueur : 2021 - Coupe de la confédération : - Finaliste : 2021 |